# Deville (Francia)
 Deville  es una población y comuna francesa, en la región de Champaña-Ardenas, departamento de Ardenas, en el distrito de Charleville-Mézières y cantón de Monthermé.

## Demografía
| 1910 | 1838 | 1773 | 1493 | 1301 | 1218 |
| Para los censos de 1962 a 1999 la población legal corresponde a la población sin duplicidades (Fuente: INSEE [Consultar]) |      |      |      |      |      |